# Bundesstraße 505
Die Bundesstraße 505 (Abkürzung: B 505) ist eine deutsche Bundesstraße in Bayern nordwestlich von Nürnberg. Sie führt von der Anschlussstelle Pommersfelden der A 3 (offiziell von Höchstadt an der Aisch) nach Bamberg. Früher führte sie bis Bayreuth, wurde aber durch die Autobahnen 73 und 70 ersetzt.

## Geschichte und Planungen
Die Bundesstraße 505 wurde Mitte der 1960er Jahre errichtet, um eine schnelle Verbindung von der damals neuen Autobahn Nürnberg-Frankfurt am Main (heute A 3) nach Nordosten (Bamberg und Bayreuth) zu schaffen. Bis zum vierstreifigen Ausbau in den 1990er Jahren zur A 70 führte die Bundesstraße 505 bis Bayreuth/Kulmbach zur A 9 weiter.  Der verbliebene Teil der Bundesstraße 505 sollte zur Bundesautobahn 731 ausgebaut werden, wozu es nie kam. Im Bundesverkehrswegeplan 2003 ist der vierstreifige Ausbau der B 505 als Weiterer Bedarf weiter enthalten, entfiel aber im Bundesverkehrswegeplan 2030.

## Verlauf
Die B 505 beginnt an der Anschlussstelle Pommersfelden der A 3. Die gesamte Strecke verläuft in nordöstlicher Richtung. Nach rund einem Kilometer folgt die gleichnamige Anschlussstelle Pommersfelden der Bundesstraße. Kurz darauf folgt die 2024 errichtete Anschlussstelle Zentbechhofen. In diesem Gebiet wechselt die Straße mehrmals zwischen den Regierungsbezirken Mittelfranken und Oberfranken bevor sie kurz vor der Anschlussstelle Hirschaid ganz nach Oberfranken wechselt. Die großzügige Trassierung mit langen Geraden und langgezogenen Kurven sowie die Sichtachsen zeugen hier noch von der ursprünglichen Planung als Autobahn. Nahe der Anschlussstelle Pettstadt wird die Regnitz, der Main-Donau-Kanal und die Bahnstrecke Nürnberg-Bamberg gequert. Südlich von Bamberg folgt die letzte Anschlussstelle Strullendorf mit Anschluss an die B 22. Wenige hundert Meter später geht die B 505 an der Anschlussstelle Bamberg-Süd in die A 73 in Richtung Suhl über. Eine Verbindungsrampe auf die A 73 Richtung Nürnberg existiert aus historischen Gründen nicht.

## Ausbau nach 2+1 System
Die Strecke wird nach dem 2+1-System dreistreifig ausgebaut, da sie eine wichtige Umleitungsstrecke zwischen der A 73 (Nürnberg-Suhl) und der A 3 (Würzburg-Nürnberg) ist. Es ist geplant, die Strecke in die Netzbeeinflussung einzubinden und damit aktiv den Verkehr zu lenken, wenn es auf der A 3 zwischen der AS Pommersfelden und dem AK Fürth/Erlangen oder auf der A 73 zwischen der AS Bamberg-Süd und dem AK Fürth/Erlangen zu Verkehrsbehinderungen kommt. Auf der gesamten Strecke werden sichere Überholmöglichkeiten gebaut. Als erster Abschnitt wurde zwischen Hirschaid und Pettstadt eine Strecke von drei Kilometern ausgebaut, die seit 24. Juni 2010 freigegeben ist. Der zweite Abschnitt nördlich der Anschlussstelle Pommersfelden (Anschluss an die B 505) wurde am 7. Dezember 2012 freigegeben.
Im Februar 2015 wurde durch das Staatliche Bauamt Bamberg der Bau eines weiteren, dreistreifigen Abschnittes samt der Anschlussstelle Zentbechhofen/Herrnsdorf bekannt gegeben. Dieser 3. Abschnitt wurde am 2. Juli 2024 für den Verkehr freigegeben. Im Zuge des Planfeststellungsverfahren im August 2020 des dritten Abschnittes, wurden der interne Planungsstart für den vierten Abschnitt südlich der Anschlussstelle Hirschaid bekanntgegeben. Die öffentliche Planung erfolgt seit 10. Juni 2024. Gleichzeitig wurde im Mai 2020 ein fünfter Abschnitt zwischen den Anschlussstellen Pettstadt und Bamberg angekündigt, wofür im Zuge des Ausbaus der Eisenbahnstrecke Nürnberg–Ebensfeld (VDE8.1) schon eine Brücke über die Bahnlinie, die drei Fahrstreifen aufnehmen kann, als Vorleistung gebaut wird. Aktuell laufen hierzu Voruntersuchungen und Vorplanungen.

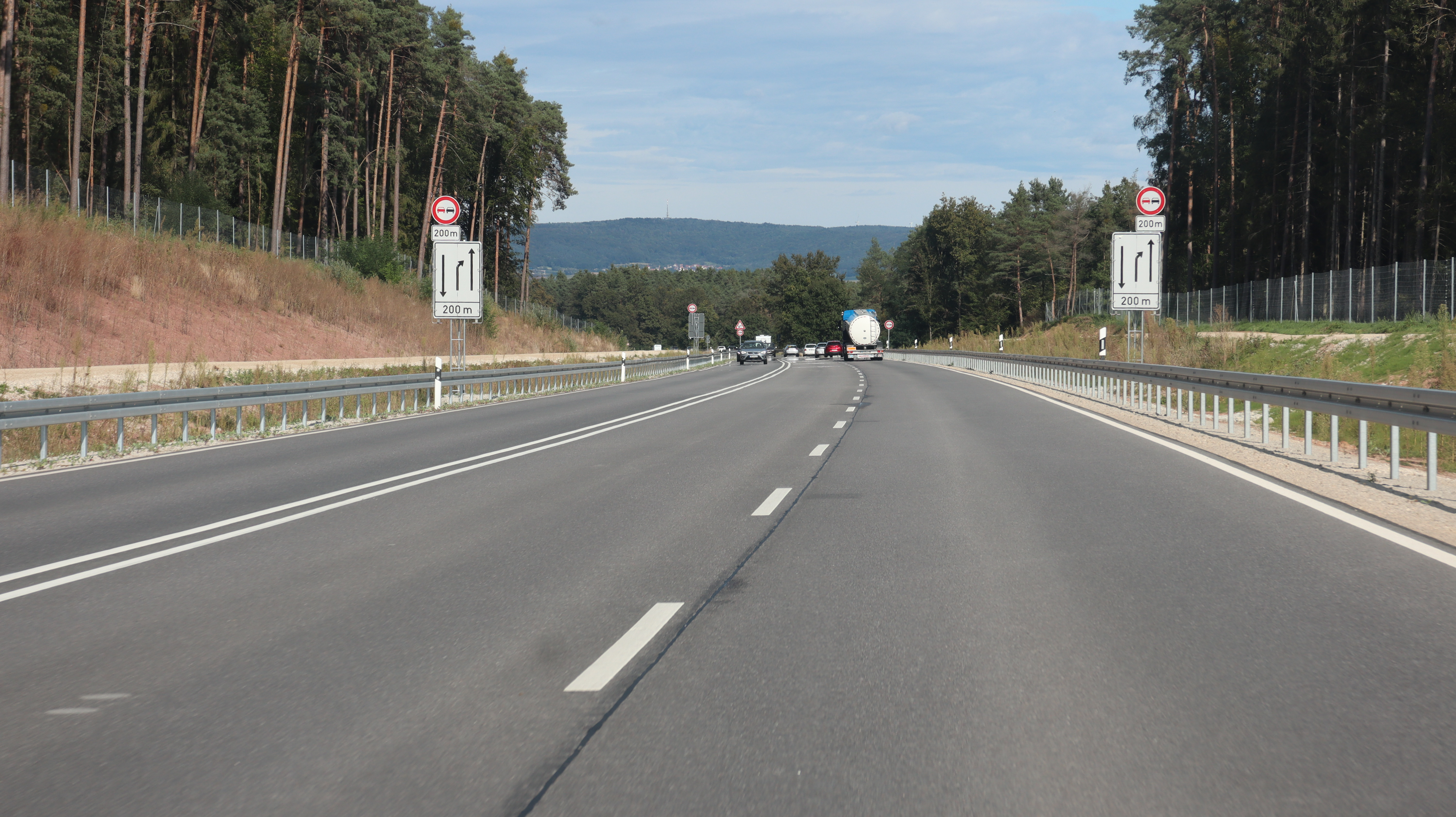
Ausgebauter Abschnitt bei Zentbechhofen